# 다이브 (소설)
다이브(DIVE!!)는 모리 에토가 쓴 다이빙을 소재로 한 스포츠 청춘 소설이다. 2000년에서 2002년에 걸쳐 고단샤에서 1 ~ 4권이 간행되었다. 제 52 회 쇼가쿠칸 아동 출판 문화상 수상작이며, 2006년에는 가도카와 문고에서 문고판 (상하)가 간행되었다. 대한민국에서는 2009년 까멜레옹 출판사에서 1, 2권으로 간행되었다. 2003년에 NHK-FM의 《청춘 어드벤쳐》에서 라디오 드라마화되었으며, 2006년에는 구마자와 나오토가 감독하여 영화화가 되어 2008년에 개봉하기도 하였다. 또한 이케노 마사히로 작화 만화화된 것이 《주간 소년 선데이》 2007년 28호부터 2008년 27호까지 연재되었다.

## 시리즈
- 고단샤
  - DIVE!! 1 - 前宙返り3回半抱え型
  - DIVE!! 2 - スワンダイブ
  - DIVE!! 3 - SSスペシャル'99
  - DIVE!! 4 - コンクリート・ドラゴン

- 가도카와 쇼텐
  - DIVE!! 上
  - DIVE!! 下

- 까멜레옹
  - 다이브 1
  - 다이브 2

## 영화
2008년 6월 14일 개봉하였다.

### 캐스트
- 하야시 겐토 - 사카이 토모키
- 이케마츠 소스케 - 후지타니 요이치
- 미조바타 준페이 - 오키츠 시부키
- 세토 아사카

## 애니메이션
2017년 7월부터 9월까지 후지 TV 계열에서 방영되었다.

### 성우
- 카지 유우키 - 사카이 토모키
- 사쿠라이 타카히로 - 후지타니 요이치
- 나카무라 유이치 - 오키츠 시부키
- 오오사카 료타 - 오오히로 료
- 우치야마 코우키 - 마루야마 레이지
- 코바야시 유스케 - 요시다 사치야
- 나즈카 카오리 - 아사키 카요코
- 오노 켄쇼 - 마츠노 키요타카
- 스기타 토모카즈 - 야마다 아츠히코
- 아오이 쇼타 - 츠지 토시히코
- 카와니시 켄고 - 히라야마 지로
- 키무라 료헤이 - 사카이 히로야
- 히다카 리나 - 노무라 미우
- 코니시 카츠유키 - 후지타니 케이스케
- 하타노 와타루 - 오오시마 치카라
- 하시모토 치나미 - 사카이 토모키 (유년 시절)
- 후지타 나오 - 후지타니 요이치 (유년 시절)
- 우치무라 후미코 - 마루야마 레이지 (유년 시절)
- 시모노 히로 - 치쿠와